# L'esule di Granata
L'esule di Granata («El exilio de Granada») es una ópera en dos actos con música de Giacomo Meyerbeer y libreto en italiano de Felice Romani, basado en las rivalidades entre los zegríes y los abencerrajes en los últimos días del reino de Granada. Se estrenó en el Teatro alla Scala de Milán el 12 de marzo de 1822. Es la quinta de las óperas italianas de Meyerbeer pero solo tuvo tres representaciones confirmadas en el siglo XIX.

## Historia
El estreno tuvo lugar en La Scala, Milán, el 12 de marzo de 1822. Se han rastreado otras dos representaciones, una en La Pergola en Florencia en 1826, la otra en Londres en 1829. Una representación planeada en París en 1828 fue abandonada.

## Personajes
| Personaje                         | Tesitura              | Reparto del estreno, 12 de marzo de 1822 (Director: - ) |
| --------------------------------- | --------------------- | ------------------------------------------------------- |
| Almanzor, rey de Granada          | (mezzosoprano o alto) | Benedetta Rosmunda Pisaroni                             |
| Azema, una joven princesa         | soprano               | Adelaide Tosi                                           |
| Sulemano, rey exiliado de Granada | bajo                  | Luigi Lablache                                          |
| Alamar, líder de los zegríes      | tenor                 | Berardo Calvari Winter                                  |

## Grabaciones
Se ha grabado una amplia selección de la obra por Opera Rara.